# ناحیه سوب
ناحیهٔ سوب (به مجاری: Szobi járás) یک ناحیه در مجارستان است که در پِشت واقع شده‌است. ناحیهٔ سوب ۴۳۸٫۳۲ کیلومتر مربع مساحت و ۲۴٬۸۷۵ نفر جمعیت دارد.